# James Wilder
James „Jimmy” Wilder (ur. 5 sierpnia 1968 w Cleveland) – amerykański aktor filmowy i telewizyjny.

## Życiorys
Urodził się w Cleveland, w stanie Ohio. Wychowywał się w Sausalito w Kalifornii. Mając trzynaście lat rezerwował sobie kluby komediowe i paryskie nocne kluby. W 1980 był żonglerem na ulicach San Francisco i otwierał koncerty zespołów rockowych takich jak The B-52’s i Dead Kennedys. Aktorstwo szlifował z Miltonem Katselasem w The Beverly Hills Playhouse oraz Actors Studio w Nowym Jorku.
Debiutował na dużym ekranie w horrorze Szkoła Zombie (Zombie High, 1987) u boku Virginii Madsen. Sławę na małym ekranie zapewniła mu rola ambitnego prawnika Christophera Searlsa w 26-odcinowym serialu ABC Sprawiedliwi (Equal Justice, 1990) z Sarah Jessica Parker.
W 1991 wziął udział w filmie dokumentalnym Arts & Entertainment Network (A&E) pt. Nagie Hollywood (Naked Hollywood). Potem pojawiał się regularnie w serialach NBC: Marszruta 66 (Route 66, 1993), Tonya i Nancy: Wewnętrzna historia (Tonya and Nancy: The Inside Story, 1994) jako sprzysiężony Jeff Gilooly oraz operze mydlanej Aarona Spellinga Modelki (Models, Inc., 1994) z udziałem Lindy Gray, Camerona Daddo, Carrie-Anne Moss, Leann Hunley i Emmy Samms. Zagrał postać nikczemnego handlarza narkotyków w operze mydlanej Melrose Place (1994) oraz rolę obelżywego męża w dramacie telewizyjnym Zabójca naszej matki (Our Mother’s Murder, 1997).

## Życie prywatne
W październiku 1997 związał się ze starszą o 17 lat aktorką Kirstie Alley, podczas gdy ona była przed rozwodem z aktorem Parkerem Stevensonem. Jednak nie wzięli ze sobą ślubu.

## Filmografia

### Filmy
- 1987: Midnight Magic jako Anthony Palmer
- 1987: Cracked Up jako John Owens
- 1987: Szkoła Zombie (Zombie High) jako Barry
- 1987: The Bronx Zoo (serial TV) jako Eddie Matousek
- 1988: Jedno morderstwo (Murder One) jako Carl Isaacs
- 1990: Na łonie natury (State Park) jako Truckie
- 1991: Gorąca noc (Scorchers) jako Dolan
- 1992: Grass Roots jako Jerry Lomax
- 1992: Zagadkowe zniknięcia (Prey Of The Chameleon) jako J.D
- 1993: Nocna sowa (Night Owl) jako Harry
- 1994: Zło o dwu twarzach (Confessions: Two Faces of Evil) jako Robert Berndt
- 1994: Tonya i Nancy: Wewnętrzna historia (Tonya & Nancy: The Inside Story) jako Jeff Gillooly
- 1994: Przy autostradzie (Tollbooth) jako Waggy
- 1994: Siła Coriolisa (The Coriolis Effect) jako Stanley
- 1996: To Love, Honor, and Deceive jako detektyw Jim Sanders
- 1996: Inna twarz (A Face to Die for) jako Alec Dalton
- 1997: Allie & Me jako Rodney Alexander
- 1997: Lep na muchy (Flypaper) jako Jerry
- 1997: Nevada (Nevada) jako Rip
- 1997: Zabójca naszej matki (Daughters) jako Scott Douglas
- 1998: Ostatni Don II (The Last Don II) jako Billy D’Angelo
- 1998: Szarada śmierci (Charades) jako Quinn
- 1998: Ivory Tower jako Jarvis Cone
- 2000: Closing the Deal
- 2001: Perfume jako Bill
- 2001: Burning Down the House
- 2001: W kręgu śmierci (Touched by a Killer) jako Tyler Nash
- 2001: Knight Club jako J.B. Aaron
- 2001: Pozory mylą (Face Value) jako Tim Gates
- 2001: Serce z kamienia (Heart of Stone)
- 2002: Człowiek roku (Man of the Year) jako Vaughn
- 2003: Mind Games jako Brain Reeves
- 2006: Idealne małżeństwo (The Perfect Marriage, TV) jako Brent Richter
- 2007: McBride: Dogged (TV) jako Michael Whyte

### Seriale TV
- 1990: Sprawiedliwi (Equal Justice) jako Christopher Searls
- 1993: Route 66 jako Nick Murdock
- 1994: Melrose Place jako Reed Carter
- 1994–1995: Modelki (Models Inc.) jako Adam Louder
- 1996: Po tamtej stronie (The Outer Limits) jako Raymond Dalton
- 1998: Sekrety Weroniki (Veronica’s Closet) jako Hunter